# Пенюк-Водоніс Ольга Володимирівна
О́льга Володи́мирівна Пенюк-Водоніс (народилася 20 липня 1954 в місті Магадан, Росія) — українська музична педагогиня, композиторка і поетеса.

## Життєпис
Народилася в українській родині політв'язів на Колимі в місті Магадан.
Закінчила Магаданське музичне училище, де навчалася по класу музично-теоретичних дисциплін (1973).
Того ж року переїхала в місто Чернівці, де працювала в музичній школі № 4. В 1974 переїхала в місто Сокаль. Адже її батько був родом з Сокальщини.
Викладає в Сокальській дитячій школі мистецтв імені В. Матюка понад 45 років, очолює відділ теорії музики і хорового співу. Має звання старший викладач та викладач вищої категорії.
З 2020 року- керівник творчої студіі «Зорецвіт», м. Сокаль. Має звання Почесний громадянин міста Сокаль

## Музична діяльність
Ольга Пенюк-Водоніс створила понад 380 пісень. Твори виконуються на пісенних конкурсах та фестивалях в Україні, та за її межами в діаспорах Австралії, Америки, Італії, Канади, Польщі, Словеніі, Греціі тощо
Працює з багатьма поетами з різних регіонів України та діаспори. Виконавці її пісень — співа(ч)ки, вокальні ансамбль лауреат(к)и обласних, всеукраїнських, міжнародних конкурсів і фестивалів.
Пісні Пенюк друкувались в часописах «Нескорені», «Високий замок» (Львів), альманасі «Провесень» (Червоноград), «Соколиний край» (Сокаль).
У львівському видавництві «Українські технології» вийшли друком збірки Пенюк-Водоніс
15 вокальних збірок:
- «Різдвяні дзвіночки» (2002)
- «Країна Дитинства» (2003)
- «Черешнева віхола» (2004)
- «Кольоровий дощик» (2006)
- «Дарунок неба» (2008)
- «Сім веселих ноток» (2013)
- «Під ніжними пелюстками троянд» (2014)
- «Музичний калейдоскоп»(2018)
- «Прощавай дитсадок» (2019)
- «Пісень чудова мить» (2020)
- «Мій дивокрай»(2021)
- «Музичні намистинки» (2022)
- «Казка різдвяних снів» (2022)
- «Пісенні барви веселкові»(2023)
- «Тобі пісню співаю» (2023)
- "Миру всім нам" (2023)
- "Новий день над Україною" (2023)
- "Дивовижний світ дитинства" (2024)
- "Зачаровані сни" (2024)
- "Коли до нас приходить коляда" (2024)
- Музична абетка «В країні музичній» (2018)
- 2 поетичні збірки
- «У краю барвінковім» (2005
- «У пошуках веселки» (2010).

3 збірки для фортепіано
- «Дивовижна скарбничка» (2021)
- «Вітрила мрій» (2023)
- "Музичні перлинки для Івасика та Яринки" (2024)

"У вирі музичних почуттів" Вокальні та інструментальні твори О.Пенюк-Водоніс в перекладі та аранжуванні для бандури Г.Шатківської (2024)
Розробку і дизайн всіх пісенних збірок Ольги Пенюк-Водоніс та її диску «Зорепад пісень» здійснила Ольга Борисенко — викладачка Львівської Академії Друкарства, художниця–дизайнерка, що працює в НВФ «Українські технології».
Художник Андріан Банах, випускник Львівської академії друкарства проілюстрував вокальні збірки; «Черешнева віхола», « Кольоровий дощик» оформив і проілюстрував дитячі поетичні збірки «У краю барвінковім».," У пошуках веселки". В роботі над фортепіанною збіркою «Дивовижна скарбничка» працювали поети Н. Шаварська, Ю. Хома, художники А. Банах, М. Каменівська, Н. Шаварська, Я. Футиш

## Громадська діяльність
Член Української Асоціації письменників.
Член Всеукраїнського об'єднання «Письменники Бойківщини».
Музичний керівник народного вокального ансамблю Союзу Українок міста Сокаля «Берегиня».

## Відзнаки
Творчість композитора відзначена дипломами:
- 3 міжнародного музичного фестивалю «Ялтинське літо — 2005», м. Ялта
- 2007 — всеукраїнський фестиваль "Пісенний вернісаж — 2007 ", нагороджується поет, композитор, диплом за створення української сучасної пісні, м. Київ
- 2007 — міжрегіональний фестиваль "Мамині зіроньки -2007диплом, за високий рівень підготовки учасників фестивалю, м. Сокаль
- 2008 — всеукраїнський конкурс композиторських талантів "Спалахи багаття ", м. Київ, диплом творчого злету
- 2010 — XIV конкурс ім. Мирона Утриска, диплом 1 ступеня, за створення пісенних збірок «Різдвяні дзвіночки», «Черешнева віхола», м. Турка
- 2011 — Всеукраїнський конкурс  «Коронація слова», номінація «Дитяча пісня», диплом лауреата, м. Київ.
- 2012 — Всеукраїнський телевізійний фестиваль «Мелодії Різдва», м. Львів -Київ, диплом 1 ст. в номінації «Найкраща пісня фестивалю»
- 2013 — XVII к конкурс ім. Мирона Утриска, диплом 2 ступеня, за створення книжок для дітей «В пошуках веселки», «Кольоровий дощик», м. Турка
- 2014 — XVIII конкурс ім. Мирона Утриска, диплом 2 ступеня, м. Львів, за створення пісенної збірки  «Під ніжними пелюстками троянд», м. Турка
- 2015 — XIX конкурс ім. Мирона Утриска, диплом 2 ступеня, за створення пісенної збірки «Дарунок неба», м. Турка.
- 2016 (грудень) — подяка від організаторів Всеукраїнського конкурсу «Сокальські візерунки». За вагомий внесок у розвиток національного культурного мистецтва і поповнення українського пісенного репертуару конкурсу авторськими піснями.
- 2017 — Грамота Союзу Украінок м. Сокаль. За вагомий внесок у розвиток української пісні і проведення тематичних музичних заходів для громади району.
- 2018 — Почесний диплом від редакціі дитячого журналу «Малятко» м. Київ. За творчу спіпрацу і авторську поезію для дітей.
- 2019 — Міжнародний  фестиваль — конкурс «Українська коляда», диплом за вагомий внесок у розвиток української культури та мистецтва дитячої та юнацької творчості.
- 2020 (травень) — Міжнародний  фестиваль — конкурс «Берегиня», Словенія, номінація "Авторські пісня, Диплом 1 ст.
- 2020 (травень) — Міжнародний  фестиваль — конкурс «Берегиня», Словенія. Спеціальний диплом директора фестивалю. За розвиток сучасного українського мистецтва в номінації «Авторська пісня»
- 2020 (вересень) — Міжнародний фестиваль- конкурс української пісні  «Наша пісня- наша мрія» м. Жалець, Словенія, Диплом 2 ст. номанація «Авторська пісня»
- 2020 (листопад) — конкурс авторської прози і поезії «Яwriter», диплом 1 ст, номанація «авторська поезія», м. Київ.
- 2020 (листопад) — конкурс авторської прози і поезії «Яwriter», диплом 2 ст, номанація «Авторська проза», м. Київ.
- 2020 (грудень) — міжнародний фестиваль-конкурс  «Soul», м. Київ, Гран-прі, номінація «Авторська пісня»
- 2021 (квітень) — міжнародний   фестиваль-конкурс: "Stockholm förenar talang, номінація « Авторська пісня
- 2021 (квітень) — міжнародний фестиваль-конкурс  „Soul“, м. Київ, Гран-прі, номінація» Авторська пісня"
- 2021 (жовтень) — Міжнародний інтернаціональний  відкритий фестиваль-конкурс «Talentos em Portugal», номінація «ввторський інструментальний твір»
- 2022 (січень) — Міжнародний фестиваль — конкурс «Різдвяні дзвони», Словенія, Диплом 1 ст.. номінація «Авторська пісня»
- 2022 (серпень) — Перший міжконтинентальний фестиваль української патріотичної пісні в  США «United for Ukraine», м. Сакраменто, Диплом, номінація «Авторська пісня»
- 2023 (березень) — Public Organization «Grandees, Ratings and Nominations», Charitable Organization «Committee for Public Awards of Ukraine» together with the Expert Council announce that the International Award «Cultural Diplomacy» was awarded Olga Penyuk-Vodonis, Ukraine, composer, head of Creative Studio «Zoretsvit».
- 2023 (травень) — Міжнародний двотуровий конкурс мистецтв «ART Геній», Диплом 2 ст, нмінація «Авторська поезія», м. Київ
- 2023 (червень) — Міжнародний двотуровий конкурс мистецтв «Зоряна мить», Диплом 1 ст, номінація «Авторська поезія», м. Київ